# 贺鹤勇
贺鹤勇（1962年9月8日—），男，浙江镇海人，中国化学家，复旦大学化学系教授、博士生导师，教育部第二批长江学者特聘教授。主要研究方向为低碳烷烃的活化及功能化、原位核磁共振研究催化反应机理、酸催化、新型多孔及纳米催化材料的制备。在学术刊物发表论文数百篇，已被SCI文献他引数千次、主持973课题等重点项目。

## 生平
1984年毕业于复旦大学化学系，同年留校任教至1989年6月。
1989年6月至1990年6月，在英国伦敦帝国理工学院化学系担任访问学者。1990年6月至1993年10月，在英国剑桥大学化学系攻读博士研究生。1993年10月至1997年7月，在英国剑桥大学化学系核磁共振实验室工作。1997年7月至2000年4月，英国利物浦大学Leverhulme催化中心担任首席科学家。
2000年4月起任复旦大学化学系教授。